# Гъвкав магнитен диск
Гъвкавият магнитен диск (на английски: floppy disk), наричан също дискета или флопи диск, представлява преносим носител на цифрова информация.

## Устройство
Това е гъвкав диск, направен от пластмаса – двуосно ориентиран полиетилентерефталат (boPET), известен с търговското си название майлар (Mylar), покрит с тънък магнитен слой и затворен в защитна опаковка.
Квадратната по форма опаковка е покрита отвътре с мека материя, намаляваща триенето и статичното електричество, предизвикано от въртенето.
Дискетата има две повърхности, като с магнитно покритие са покрити и двете. Върху повърхностите с покритие могат да се записват данни. В средата на диска има отвор, където той се захваща от механизма с цел въртене.
Записът и четенето на дискети стават чрез флопи-дисково устройство (ФДУ), почти винаги наричано просто „флопи“. Информацията се записва на „пътеки“ – концентрични окръжности. Броят на пътеките, които могат да се запишат на 1 инч се нарича радиална, пътечкова или напречна плътност на записа и се измерва в „пътеки на инч“ (от англ. „tracks-per-inch, TPI). Пътеките се номерират от 0, като най-външната е нулевата. Всяка пътека е разделена на сектори.
Броят на пътеките и секторите в една пътека зависи от флопидисковото устройство. Преди запис дискетата се форматира със съответния брой пътеки. Форматирането е именно процесът на създаване на пътеки и сектори. Устройствата, работещи с много пътеки и сектори на пътека, могат да работят и с по-малко, за съвместимост с по-старите устройства.
Съществуват и програми, с които дискетите се форматират с нестандартен брой пътеки/сектори. Така например, българските дискети 1,2 MB даваха много грешки при стандартен формат и масово се форматираха на 800 KB. Вносните обаче спокойно работеха на 1,6 MB. Windows 95 се разпространяваше на 1,44 MB дискети, форматирани на 1,68 MB.

## Капацитет
Капацитетът на една дискета (в байтове) се пресмята като произведение на:
– броя на повърхностите
– броя на пътеките върху една повърхност
– броя на секторите върху една пътека
– размера на сектора в байтове

## Формати
Форматът (предвид на физическия размер) на гъвкавите дискове основно се посочва в инчове (“), като най-разпространените размери са:
- диаметър 8“ (~200 mm), капацитет от 80 KB до 1,2 MB
- диаметър 5,25“ (~130 mm) капацитет от 110 KB до 1,2 MB
- диаметър 3,5“ (~90 mm) капацитет от 720 KB до 2,88 MB

Сравнително малко разпространение имат по-модерните LS-120 (3,5“, 120 MB) и LS-240 (3,5“, 240 MB) дискети. Това са магнитни дискове със свръхвисока плътност на записа с лазерно позициониране на главите (LS е абревиатура от Laser Servo). Известни са също като SuperDisk. Устройствата за LS-120 поддържат четене и запис и на обикновени 3,5-инчови дискети, с които LS-120 са подобни по габарити и основни части. Стандартът е разработен през 1990-те от компаниите Imation, Compaq, Matsushita-Kotobuki (Panasonic) и OR Technology. SuperDisk няма нищо общо със SuperDrive, запазена марка на Apple.

## История
Първите комерсиално успешно флопи дискове са разработени в края на 1960-те години и са с диаметър от 6 инча (203 mm). Те се появяват на пазара през 1971 г. като част от продуктите на IBM, а от следващата година се продават и отделно от Memorex и други. Тези дискове се произвеждат и подобряват от IBM, Memorex, Shugart Associates и Burroughs Corporation. Въпреки че IBM ги наричат „Дискета тип 1“, индустрията продължава да ги нарича „флопи дискове“.

### Производство в България
Производството на дискети в България започва в началото на 80-те години в завод „Динко Баненкин“ – до село Драгор, община Пазарджик. Първоначално се произвеждат само 8" дискети, но от 1984 година започва производството на 5,25" дискети, а от 1988 г. – и 3,5" такива. Заводът е в първата десетка в света по произведени дискети през периода 1990 – 1994 г.
Производство на 3,5" дискети започва малко по-късно и в завода в град Пловдив, но така и не достига до големи размери, поради недоокомплектовка на линията за производство.

### Днешно положение
Въпреки многото си недостатъци (чувствителност към магнитни полета и недостатъчен още от средата на 90-те години на 20-и век капацитет), форматът 3,5“ просъществува на пазара повече от 25 години, отстъпвайки едва след появата на достъпни по цена флаш-памети. От март 2011 г. фирмата Sony официално прекратява производството и продажбата на дискети 3,5“, слагайки точка в историята на дискетите.